# Курфалидис, Христос
Христос Курфалидис (греч. Χρήστος Κουρφαλίδης; род. 11 ноября, 2002, Салоники, Греция) — греческий футболист, полузащитник клуба «Кальяри».

## Карьера
На молодёжном уровне играл за «Македоникос Литис». В октябре 2018 года стал игроком «Кальяри» U17. В 2019 году отправлялся в аренду в клуб «Фоджа». В июле 2019 года перешел в команду «Кальяри» U19, где был назначен капитаном.

### «Кальяри»
Дебютировал за основную команду клуба в 23-м туре Серии А в матче с «Фиорентиной», заменив Альберто Грасси на 74-й минуте.